# NGC 4409
NGC 4409 é uma galáxia espiral barrada (SBbc) localizada na direcção da constelação de Virgo. Possui uma declinação de +02° 29' 39" e uma ascensão recta de 12 horas, 26 minutos e 58,4 segundos.
A galáxia NGC 4409 foi descoberta em 24 de Janeiro de 1784 por William Herschel.